# 오스틴 스위프트
오스틴 스위프트(Austin Swift, 1992년 3월 11일 ~ )는 미국의 배우, 텔레비전 배우이다.
레딩에서 태어났다.

## 영화
- 위 섬온 더 다크니스 (2019년)
- 커버 버전 (2018년)
- 아이.티. (2016년)